# Dave Halliday
David „Dave” Halliday (ur. 11 grudnia 1901, zm. 1 stycznia 1970) – szkocki piłkarz, który występował na pozycji napastnika, trener piłkarski.

## Kariera klubowa
Piłkarską karierę rozpoczął w 1919 w Queen of the South, skąd rok później przeszedł do St. Mirren. W latach 1921–1925 grał w Dundee F.C. 15 marca 1924 był w składzie Scottish League w meczu przeciwko English League na Ibrox Park. W sezonie 1924/1925 był najlepszym strzelcem szkockiej ekstraklasy, zaś w 1926 awansował z zespołem do finału Pucharu Szkocji. W lidze w barwach The Dees zagrał w 126 meczach i zdobył 90 bramek.
W 1925 przeszedł do Sunderlandu za 4000 funtów. W sezonie 1928/1929 zdobył najwięcej bramek w Division One (43). Jako piłkarz Sunderlandu trzy razy zdobył cztery bramki w jednym meczu i zanotował 12 hat-tricków. W listopadzie 1929 został sprzedany do Arsenalu za 6500 funtów, zaś rok później do Manchesteru City. Występował jeszcze w Clapton Orient i Yeovil and Petters United jako grający menadżer.

## Kariera trenerska
W grudniu 1937 został menadżerem Aberdeen, którego poprowadził do mistrzostwa Szkocji w sezonie 1954/1955, triumfu w Pucharze Szkocji (1947/1948) oraz zwycięstwa w rozgrywkach o Puchar Ligi. W latach 1955–1958 był menadżerem Leicester City, z którym wywalczył awans do Division One w sezonie 1956/1957.

## Sukcesy
Aberdeen
- Mistrzostwo Szkocji (1): 1954/1955
- Puchar Szkocji (1): 1947/1948
- Puchar Ligi (1): 1946/1947